# Rudolf Kühnl
Rudolf Kühnl  (* 18. Februar 1902 in Falkenau an der Eger, Österreich-Ungarn; † 19. Juli 1975 in Salzhausen) war ein deutscher Architekt und in der Zeit des Nationalsozialismus ein Dozent an der Kunsthochschule in Hamburg.

## Leben
Rudolf Kühnl wurde als Sohn von Vinzenz Kühnl (1874–1921), Bergbeamter der Zieditz-Haberspirker-Braun- und Glanzkohlegewerkschaft, und der Theresia, geb. Heidler (1876–1948) in Falkenau geboren.
Nach dem Abitur 1921 besuchte er die Technische Hochschule und der Akademie der bildenden Künste in Wien, wo er gleichzeitig an der Universität Pädagogik und Philosophie inskripierte. Er war ein Meisterschüler der Professoren P. Behrens und Clemens Holzmeister. Für seine Arbeiten wurde er mehrfach ausgezeichnet, so mit dem Rom Preis, der höchsten Auszeichnung im Abschlusssemester der Akademie. 1924 machte er seinen Abschluss (Diplom).
Er war Gewinner zahlreicher Wettbewerbe, u. a. für die Karlsbader Sprudelhalle.
Ab 1928 arbeitete er als selbstständiger Architekt in Hamburg, wo er 1933 zum Dozenten an der Kunsthochschule berufen wurde.
Im Krieg war er als Architekt und Regierungsbaurat tätig und ließ sich 1943, nachdem die Familie in Hamburg ausgebombt worden war, in Salzhausen nieder.
Schwerpunkt seiner Tätigkeit war der Wohnungs- und Städtebau Norddeutschlands, besonders in Hamburg und Umgebung. 1950 erhielt er den Auftrag zum Bau der Nord-Ost-Deutschen Akademie in Lüneburg, durch die er Geltung erlangte. Die Akademie war vom völkischen Politiker und Soziologen Max Hildebert Boehm gegründet worden.
Rudolf Kühnl machte sich verdient durch die Fertigung historischer Stadtansichten, wie die von Falkenau an der Eger 1620 und 1700, Salzhausen und Hanstedt um 1650, sowie Maria Kulm 1825.
Zudem lieferte er genealogische und historische Beiträge zu Falkenau an der Eger.
Er war seit 1931 mit Thea, geb. Treffel (1910–1962) aus Hamburg verheiratet und hatte mit ihr zwei Söhne und zwei Töchter.